# Żalki
Żalki – grupa rzeźb plenerowych autorstwa Krzysztofa Sołowieja, zlokalizowana na Cytadeli w Poznaniu, w pobliżu Nierozpoznanych zaprojektowanych przez Magdalenę Abakanowicz.
Grupa przedstawia pozbawione cokołów, wirujące postacie, wyrastające jakby z ziemi, pośród drzew i całkowicie związane z otaczającą je naturą. Postacie, chociaż odziane w powłóczyste szaty, nie posiadają twarzy – są symbolami prehistorycznych duchów, świadkami bytu w czystej postaci. Zlokalizowane są wśród drzew, które według Jana Gryki z Centrum Kultury Lublin i UMCS, są świadkami mijania pokoleń, ale same pozostają genetycznie niezmienne, są trwałym bytem, podobnie jak Żalki.
Odsłonięcie rzeźb nastąpiło 14 stycznia 2007 o godzinie 12.00. Zakupione zostały przez Wojewódzką Biblioteką Publiczną w Poznaniu i Centrum Animacji Kultury dla Wielkopolskiego Towarzystwa Zachęty Sztuk Pięknych w ramach projektu Poznań – miasto sztuki.